# Mike Tagg
Michael John « Mike » Tagg  (né le 13 novembre 1946 à Norfolk) est un athlète britannique, spécialiste des courses de fond. 

## Biographie
Il se classe 13e du 10 000 m des Jeux olympiques de 1968.
Il remporte la médaille d'argent du 10 000 mètres lors des championnats d'Europe de 1969, à Athènes, devancé par l'Est-allemand Jürgen Haase. Il se classe septième lors de l'édition suivante, en 1971.
En 1970, il remporte le titre individuel et par équipes du Cross des nations

### Palmarès
| Date | Compétition           | Lieu     | Résultat | Épreuve    | Performance   |
| ---- | --------------------- | -------- | -------- | ---------- | ------------- |
| 1968 | Jeux olympiques       | Mexico   | 13e      | 10 000 m   | 30 min 18 s 0 |
| 1969 | Championnats d'Europe | Athènes  | 2e       | 10 000 m   | 28 min 43 s 2 |
| 1970 | Universiade           | Turin    | 3e       | 10 000 m   | 29 min 22 s 2 |
| 1970 | Cross des nations     | Vichy    | 1er      | Individuel |               |
| 1971 | Championnats d'Europe | Helsinki | 7e       | 10 000 m   | 28 min 14 s 8 |

### Records
| Épreuve  | Performance    | Lieu     | Date         |
| -------- | -------------- | -------- | ------------ |
| 10 000 m | 28 min 14 s 65 | Helsinki | 10 août 1971 |